# 藤崎町立藤崎中学校
藤崎町立藤崎中学校（ふじさきちょうりつ ふじさきちゅうがっこう）は、青森県南津軽郡藤崎町にある公立中学校。

## 概要
- 本校は、藤崎町西豊田地区にあり、藤崎町の旧藤崎町域を学区としている。

## 沿革
- 1947年（昭和22年）
  - 4月1日 - 新学制施行により、藤崎町立藤崎中学校創立。
  - 4月21日 - 開校式挙行。
- 1949年（昭和24年）10月20日 - 校舎増築。
- 1950年（昭和25年）11月18日 - 2教室と講堂増築。
- 1956年（昭和31年）8月27日 - 旧板柳町林崎地区の生徒を収容。これは、林崎地区が藤崎町に編入されたことによる[1]。
- 1959年（昭和34年） - 十二里中学校を併合。ただし、この時点では校舎は統合せず、藤崎中学校が南校舎、十二里中学校が北校舎として存置。
- 1960年（昭和35年）
  - 4月1日 - 南校舎、藤崎字西豊田90番地（現在地）に新校舎第一期工事完成し、移転。
  - 10月30日 - 第二期工事（管理棟）完成。
- 1961年（昭和36年）
  - 4月30日 - 体育館完成。
  - 5月3日 - 校歌制定、校旗樹立。
  - 10月26日 - 新校舎完成。
  - 10月28日 - 北校舎移転。これをもって、名実ともに統合。
  - 11月15日 - 10時から体育館にて、落成式挙行。
- 1964年（昭和39年）11月9日 - 音楽室・木工室・金工室・調理室竣工。
- 1983年（昭和58年） - 武道館が完成[2]。
- 2004年（平成16年）11月30日 - 鉄筋コンクリートの新校舎竣工[3][4]。

## 周辺
- 青森県道131号前坂藤崎線
- 国道339号バイパス
- 藤崎町役場
- 藤崎町文化センター
- イオン藤崎店
- DCMホーマック藤崎店
- JR五能線藤崎駅

## アクセス
- 弘南バス浪岡線「藤崎中学校前」バス停下車後、徒歩約300m・約5分。
- 藤崎町役場から、徒歩約835m・約13分。
- JR五能線藤崎駅から、徒歩約1.2km・約18分（藤崎駅地下連絡通路『西豊田地下道』を通った場合）。

## 参考資料
- 『青森県教育史 別巻』（青森県教育委員会・1973年12月20日発行）「学校沿革 中学校」905頁～906頁「藤崎中学校」
- 『広報藤咲』（藤崎町）昭和36年12月第111号1頁「統合(藤崎)中完成」